# B.O.L.T
B.O.L.T(볼트)는 스타더스트 프로모션 소속의 일본 여성 아이돌 그룹이다. 모모이로 클로버 Z 등의 그룹과 함께 STARDUST PLANET(통칭 스타프라)를 구성한다.

## 개요
2019년 7월 15일에 록카 자포니카의 멤버였던 나이토 루나와 타카이 치호, 히라세 미사토의 3명과 초등생 멤버 시라하마 아야와 아오야마 나노하의 2명이 결성해, 신그룹을 재시동했다.
2023년 4월 15일, KANDA SQUARE HALL에서 행해진 B.O.L.T 라스트 라이브「B.O.L.T The LAST」를 기해 그룹을 해산했다.

## 구성원
- 나이토 루나(内藤 るな, 2000년 12월 23일(24세)), 도쿄도 출신, 최연장자, 리더
- 타카이 치호(高井 千帆, 2001년 11월 20일(23세)), 도쿄 도 출신
- 시라하마 아야(白浜 あや, 2008년 4월 11일(17세)), 가나가와현 출신
- 아오야마 나노하(青山 菜花, 2008년 9월 10일(16세)), 도쿄 도 출신, 최연소

### 전 구성원
- 히라세 미사토(平瀬 美里, 2002년 8월 6일(22세)), 지바현 출신
  - 2019년 11월 15일 탈퇴.

## 음반

### 싱글
| 순서 | 타이틀           | 의미          | 발매일           | 최고순위 |
| ---- | ---------------- | ------------- | ---------------- | -------- |
| 1    | Don’t Blink      | 돈'트 브링크  | 2020년 12월 9일  | 15       |
| 2    | スマイルフラワー | 스마일 플라워 | 2021년 5월 19일  | 13       |
| 3    | More Fantastic   | 모어 판타스틱 | 2021년 12월 15일 | 16       |
| 4    | Accent           | 악센트        | 2022년 12월 14일 | 12       |

### 한정 싱글
- ここから (2019년 11월 15일)

### 착신 싱글
- 星が降る街/夜更けのプロローグ (2019년 8월 23일)
- 宙に浮くぐらい (2020년 1월 15일)
- SLEEPY BUSTERS (2020년 2월 7일)
- 足音 (2020년 5월 13일)
- BON-NO BORN (2020년 6월 5일)
- axis (2020년 6월 26일)
- 夕日の後の夜に (2021년 7월 15일)
- 未完成呼吸 (2021년 7월 30일)
- Yummy! (2021년 8월 13일)
- Please Together (2021년 8월 27일)
- More Fantastic (2021년 11월 12일)
- New Day Rising (2022년 7월 1일)
- 夕日の後の夜に (H.O.H. REMIX) (2022년 7월 15일)
- BY MY SIDE (2022년 7월 22일)
- 夜を抜け出して (2022년 8월 3일)

### EP
| 순서 | 타이틀  | 의미 | 발매일          | 최고순위 |
| ---- | ------- | ---- | --------------- | -------- |
| 1    | Weather | 웨더 | 2022년 8월 10일 | 7        |

### 앨범
| 순서 | 타이틀   | 의미     | 발매일          | 최고순위 |
| ---- | -------- | -------- | --------------- | -------- |
| 1    | POP      | 팝       | 2020년 7월 15일 | 14       |
| 2    | Attitude | 액티튜드 | 2021년 9월 1일  | 16       |

### 착신 앨범
- B.O.L.T「POP」ONE MAN LIVE@Zepp Tokyo(2020.10.17) (2021년 3월 3일)
- #BOLT関東デマス -初ライブツアーの巻- FINAL@Yokohama Bay Hall(2021.9.23) (2022년 3월 9일)
- B.O.L.T ONE MAN LIVE 「Voyage」@LIQUIDROOM(2021.11.19) (2022년 3월 18일)

## 같이 보기
- 록카 자포니카
- 3B junior
- 모모이로 클로버 Z
- 시리츠에비스추가쿠
- TEAM SHACHI
- 밧텐쇼죠타이
- 초 도키메키 센덴부
- 아메후라시
- ukka
- 이키나리 토호쿠산
- CROWN POP
- 나미에조시하츠쿠미아이